# Campionato centramericano maschile di pallacanestro 1987
Il 10º Campionato dell'America Centrale e Caraibico Maschile di Pallacanestro FIBA (noto anche come FIBA Centrobasket 1987) si è svolto dal 22 al 28 aprile 1987 a Santo Domingo nella Repubblica Dominicana. Il torneo è stato vinto dalla nazionale portoricana.
I FIBA Centrobasket sono una manifestazione contesa dalle squadre nazionali di Messico, Centro America e Caraibi, organizzata dalla CONCENCABA (Confederazione America Centrale e Caraibi), nell'ambito della FIBA Americas.

## Squadre partecipanti
- Cuba
- Messico
- Panama
- Porto Rico
- Rep. Dominicana
- Trinidad e Tobago

## Classifica finale
| Pos | Squadra | V-P |
| --- | --- | --- |
|     | Porto Rico | 6-1 |
|     | PanamaButler, Cox, Fiss, Frazer, Gálvez, Grenald, Jackson, Malcolm, Martínez, Pinillo, Rockshead, Smith, All. Matt Kilcullen                  | 5-2 |
|     | Messico | 3-4 |
| 4   | Rep. DominicanaChacón, de la Rosa, Domínguez, Hansen, McKelly, Mieses, Molina, Muñoz, Pérez, Prats, Rodríguez, Tapia, All. Leandro de la Cruz | 3-4 |
| 5   | Cuba | 2-3 |
| 6   | Trinidad e Tobago | 0-5 |